# Euphorbia paniculata
Euphorbia paniculata es una especie de fanerógama perteneciente a la familia Euphorbiaceae. 

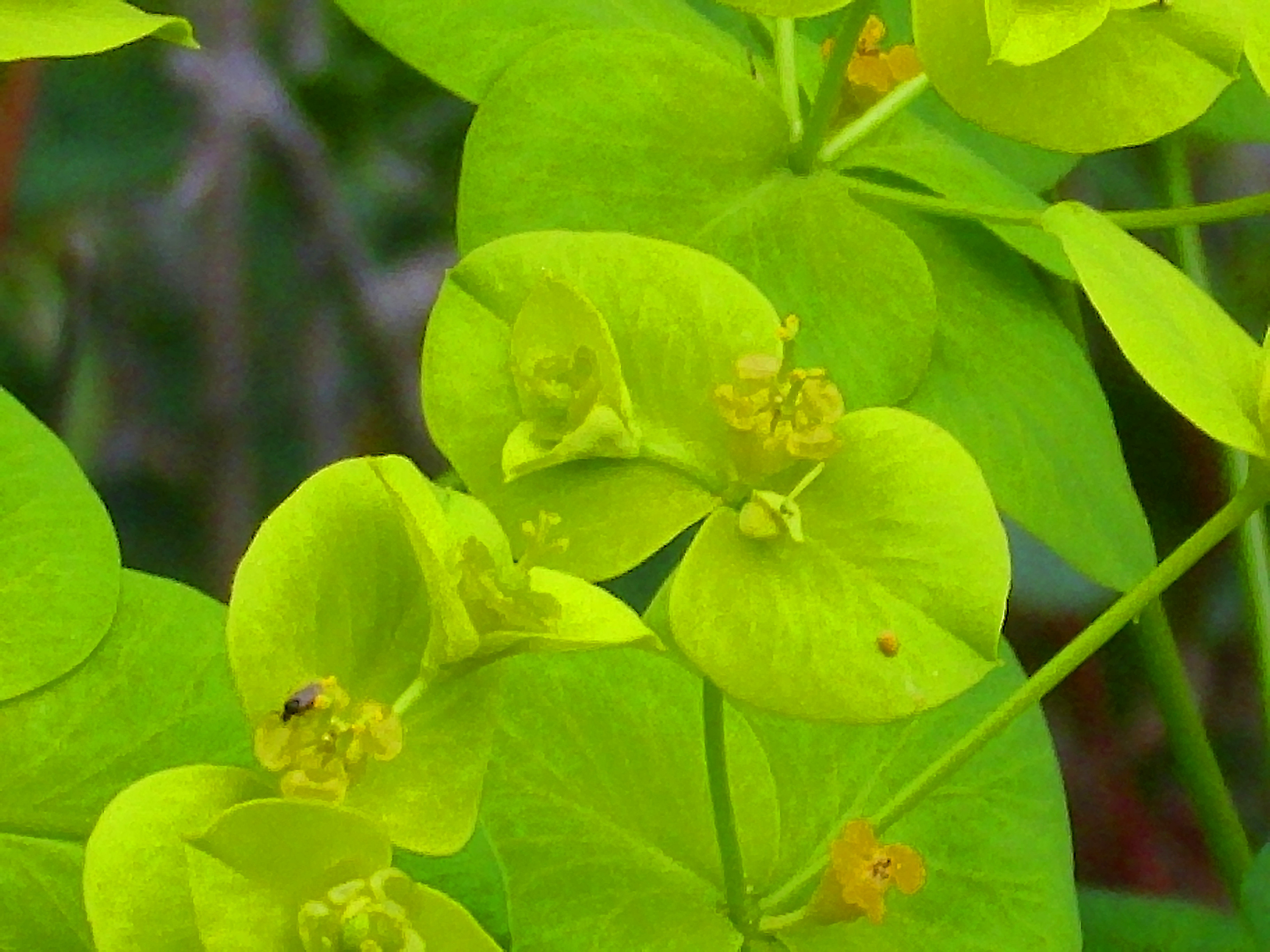
Detalle de la planta

## Descripción
Es una planta perenne que alcanza un tamaño de hasta de 150 cm de altura, glabra o casi. Cepa leñosa, engrosada. Tallos erectos, ± leñosos en la base; los del año, hasta con 11 ramas laterales fértiles. Hojas 25-100 x 10-25 mm, de elípticas a lanceoladas, sésiles, en general amplexicaules –especialmente las de las ramas fértiles–, con margen serrulado o entero, agudas o mucronadas, glabras o pubérulas, verdes. Pleocasio con 5(6) radios, hasta de 75 mm, 2-4 veces bifurcados; brácteas pleocasiales 15-75 x 16-30 mm, ovadas, orbiculares o lanceoladas, enteras; brácteas dicasiales orbiculares o truladas, libres. Ciatio 2-3 mm, glabro; nectarios no apendiculados, transversalmente elípticos, enteros, amarillos. Fruto (3,2)4-4,5 x 4-4,5 mm, esférico o subesférico, glabro o con pelosidad esparcida y caduca, poco sulcado, con pedicelo erecto de hasta 4 mm; cocas redondeadas, con verrugas hemisféricas y preferentemente dorsales. Semillas 2-4 x 1,9-2,8 mm, elipsoideas, lisas, negras u obscuras, ± brillantes; carúncula 0,6-1 x 0,4-1 mm, transversalmente elipsoidal, lateral.

## Distribución y hábitat
Se encuentra en los bosques y matorrales húmedos, en vaguadas y junto a cursos de agua temporal; a una altitud de 50-900 metros, en la península ibérica y litoral del Magreb (Marruecos, Argelia y Túnez). 

## Taxonomía
Euphorbia paniculata fue descrita por René Louiche Desfontaines y publicado en Flora Atlantica 1: 386. 1798.
Etimología
Euphorbia: nombre genérico que deriva del médico griego del rey Juba II de Mauritania (52 a 50 a. C. - 23), Euphorbus, en su honor – o en alusión a su gran vientre –  ya que usaba médicamente Euphorbia resinifera. En 1753 Carlos Linneo asignó el nombre a todo el género.
paniculata: epíteto latino que significa "con panícula"
Subespecies
- Euphorbia paniculata subsp. paniculata
- Euphorbia paniculata subsp. welwitschii (Boiss. & Reut.) Vicens, Molero & C. Blanché
- Euphorbia paniculata subsp. monchiquensis (Franco & P. Silva) Vicens, Molero & C. Blanché

Sinonimia
- Euphorbia monchiquensis Franco & P.Silva	Synonym		WCSP
- Euphorbia rupicola var. major Boiss.	Synonym		WCSP
- Tithymalus monchiquensis (Franco & P.Silva) Soják
- Euphorbia algeriensis Boiss.	Synonym		WCSP
- Euphorbia welwitschii var. ramosissima Daveau
- Euphorbia hiberna Welw. ex Nyman [Illegitimate]	Synonym		WCSP
- Euphorbia welwitschii Boiss. & Reut.	Synonym		WCSP
- Euphorbia welwitschii var. minor Daveau	Synonym		WCSP
- Tithymalus welwitschii (Boiss. & Reut.) Klotzsch & Garcke	[5]